# Municipio de Milford (Dakota del Sur)
El municipio de Milford (en inglés: Milford Township) es un municipio ubicado en el condado de Beadle en el estado estadounidense de Dakota del Sur. En el año 2010 tenía una población de 74 habitantes y una densidad poblacional de 0,8 personas por km².

## Geografía
El municipio de Milford se encuentra ubicado en las coordenadas 44°35′19″N 98°2′28″O / 44.58861, -98.04111. Según la Oficina del Censo de los Estados Unidos, el municipio tiene una superficie total de 93.01 km², de la cual 92,65 km² corresponden a tierra firme y (0,38 %) 0,36 km² es agua.

## Demografía
Según el censo de 2010, había 74 personas residiendo en el municipio de Milford. La densidad de población era de 0,8 hab./km². De los 74 habitantes, el municipio de Milford estaba compuesto por el 87,84 % blancos, el 8,11 % eran afroamericanos y el 4,05 % eran de una mezcla de razas. Del total de la población el 0 % eran hispanos o latinos de cualquier raza.